# 罗济耶圣乔治
罗济耶圣乔治（法語：Roziers-Saint-Georges，法語發音：[ʁozje sɛ̃ ʒɔʁʒ]）是法国新阿基坦大区上维埃纳省的一个市镇，属于利摩日区。

## 地理
罗济耶圣乔治（45°45'2"N, 1°32'51"E）面积11.66 平方千米，位于法国新阿基坦大区上维埃纳省，该省份为法国中西部省份，北起顺时针与安德尔省、克勒兹省、科雷兹省、多爾多涅省、夏朗德省和维埃纳省接壤。
与罗济耶圣乔治接壤的市镇（或旧市镇、城区）包括：马斯莱翁、利纳尔、讷维克昂捷、圣博内布里扬斯、圣但尼代米尔。

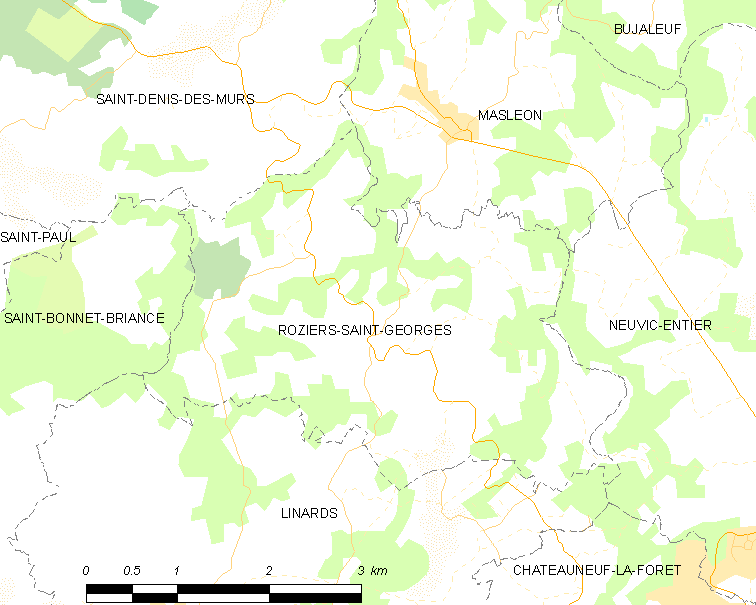
罗济耶圣乔治的OSM定位图

罗济耶圣乔治的时区为UTC+01:00、UTC+02:00（夏令时）。

## 行政
罗济耶圣乔治的邮政编码为87130，INSEE市镇编码为87130。

## 政治
罗济耶圣乔治所属的省级选区为埃穆捷县。

## 人口

1962-2008年间罗济耶圣乔治人口变化图示

罗济耶圣乔治于2022年1月1日时的人口数量为161人。